# Neohybos cupreus
Neohybos cupreus är en tvåvingeart som beskrevs av Ale-rocha 2007. Neohybos cupreus ingår i släktet Neohybos och familjen puckeldansflugor.
Artens utbredningsområde är Ecuador. Inga underarter finns listade i Catalogue of Life.